# Narodowa Armia Mengjiang
Narodowa Armia Mengjiang – siły zbrojne marionetkowego państwa Mengjiang zorganizowanego przez Japończyków na obszarze Mongolii Wewnętrznej.
Narodowa Armia Mengjiang powstała w 1936 r. po wkroczeniu wojsk japońskich do Mongolii Wewnętrznej. Zorganizowano ją na bazie dotychczasowej Armii Mongolii Wewnętrznej. Składała się początkowo z ośmiu dywizji kawalerii, każda w sile 1500 ludzi. Dywizja dzieliła się na trzy pułki po 500 ludzi. Pułk miał kompanie kawalerii i kompanię karabinów maszynowych. W rzeczywistości liczebność dywizji wahała się między 1-2 tys. żołnierzy. Byli oni uzbrojeni w ręczne karabiny typu Mauser i czeskie pistolety ZB-26 oraz karabiny maszynowe wz. 1930. Na wyposażeniu Armii znajdowało się także ok. 60 moździerzy oraz kilka zdobycznych dział polowych i górskich z niewielką liczbą amunicji. Ponadto Japończycy wyposażyli ją w kilka zdobycznych lekkich czołgów i samochodów pancernych.
Do jej zadań należało wspomaganie japońskiej Armii Kwantuńskiej, w której skład wchodziła jako siły pomocnicze, w operacjach prowadzonych przeciwko Mongolii i wojskom chińskim na obszarze północnych Chin. Oprócz tego utrzymywała porządek na terytorium Mengjiang i ochraniała władcę kraju księcia Demchugdongruba. Narodowa Armia Mengjiang była dowodzona przez własnych oficerów z Japończykami jako doradcami.
W 1939 r. oddziały złożone z żołnierzy pochodzenia chińskiego zostały połączone w 1, 2 i 3 brygady jingbeidui w celu ich użycia do zwalczania partyzantów. W 1943 r. 4 i 5 Dywizje Kawalerii przeorganizowano w nową 8 Dywizję Kawalerii, a 7 i dotychczasową 8 Dywizje Kawalerii w 9 Dywizję Kawalerii. Liczebność Armii wynosiła wówczas ok. 8-10 tys. ludzi. Wspólnie z siłami zbrojnymi Mandżukuo zorganizowano wówczas dodatkowo pięć dywizji obronnych spośród miejscowych milicji i różnych sił bezpieczeństwa. W 1944 r. Japończycy przeorganizowali je w cztery dywizje po 2 tys. żołnierzy jako garnizon prowincji Chahar. Pod koniec wojny w skład Armii wchodziło sześć dywizji (dwie kawalerii i cztery piechoty), trzy niezależne brygady jingbeidui oraz pułk bezpieczeństwa bao’andui. W wyniku ofensywy Armii Czerwonej przeciwko Armii Kwantuńskiej w sierpniu 1945 r. opór stawiło jedynie kilka oddziałów kawalerii, które – podobnie jak cała Narodowa Armia Mengjiang – zostały całkowicie zniszczone.